# Better than Revenge
«Better than Revenge» — пісня з третього студійного альбому американської кантрі-співачки Тейлор Свіфт — «Speak Now». Новий трек Свіфт у співпраці з Нейтаном Чапманом — це яскравий приклад сучасного поп-панку з характерним звучанням електрогітари. Текст пісні описує емоції ревнощів, гніву та образи, які героїня відчуває до суперниці, що відібрала у неї коханого «Better than Revenge» досяг значних комерційних успіхів, потрапивши до чартів Канади та США у 2010 році. Композиція також була включена до сет-листу світового концертного туру Тейлор Свіфт «Speak Now» у 2011—2012 роках.
На момент релізу треку спостерігалися різні оцінки його тексту: від схвальних відгуків музичних критиків до критики з боку феміністичної спільноти за використання образливих висловлювань на адресу жінок. Згодом Свіфт визначила себе як прихильницю фемінізму, однак це не зупинило критику на її адресу. У перезаписаній версії пісні «Better than Revenge (Taylor's Version)» (2023 року), створеній на тлі суперечки 2019 року щодо авторських прав, Свіфт внесла зміни до тексту приспіву, вилучивши рядки, які раніше інтерпретувалися як слатшеймінг. Пісня «Better than Revenge (Taylor's Version)» зайняла 25 позицію в чарті Billboard Global 200.

## Передумови й реліз

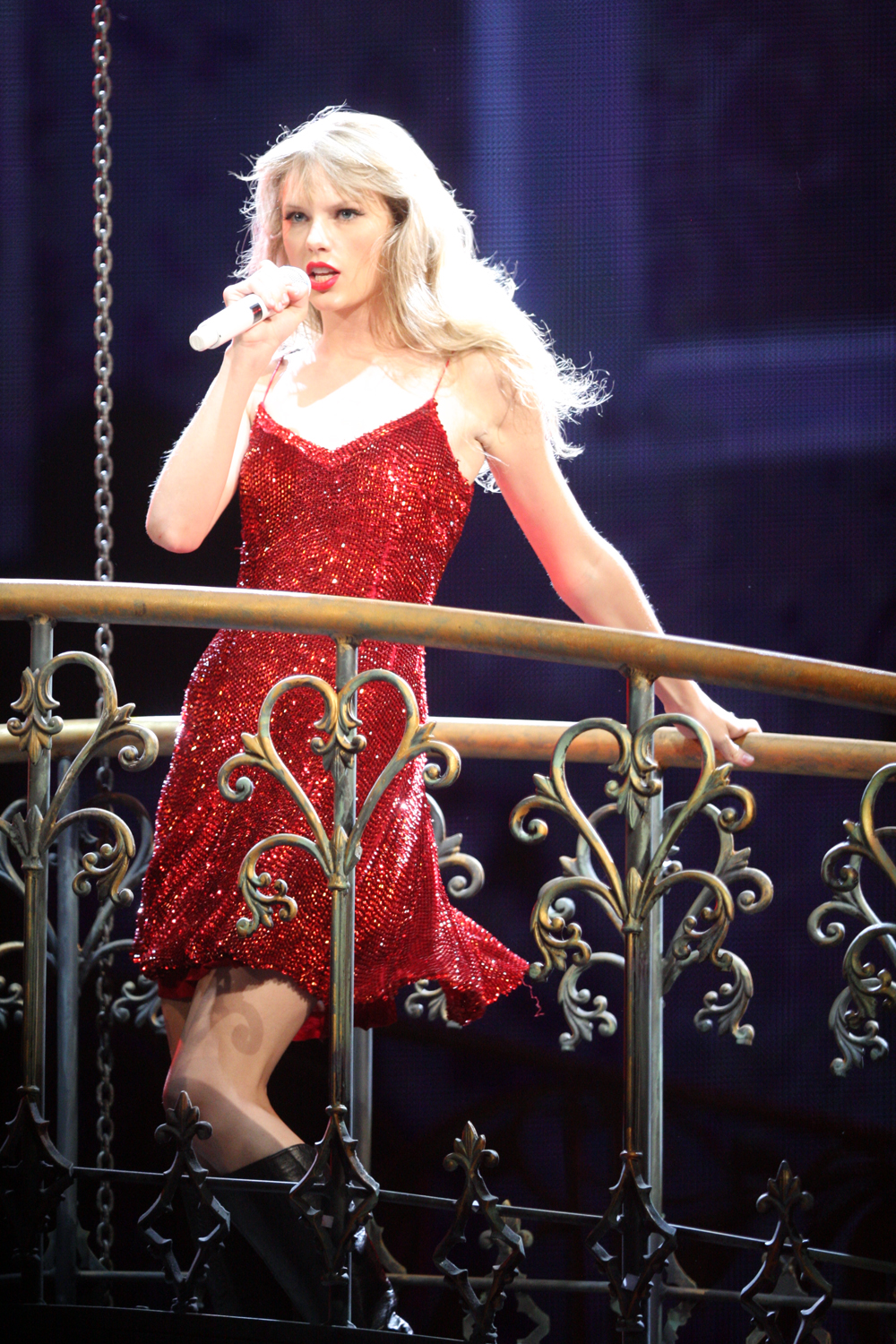
Тейлор Свіфт виконувала «Better than Revenge» під час туру Speak Now у 2012 році

25 жовтня 2010 року відбувся реліз третього студійного альбому Тейлор Свіфт, «Speak Now». Усі 14 пісень альбому «Speak Now» написані самою Тейлор Свіфт і відображають її особистий досвід та бажання висловити почуття, які залишилися невиказаними. Тематика альбому виходить за рамки підліткової тематики попередніх робіт, натомість досліджуючи зріліші емоції, зокрема, образи та прагнення до справедливості, що знаходить відображення у деяких піснях з відвертими текстами. Ілюстрацією цього можна вважати пісню «Better than Revenge», яка описує тему романтичного суперництва та пов'язаних з нею емоцій. Свіфт не розкрила ім'я людини, що стала натхненням для написання цієї композиції.
«Better than Revenge» займає десяту позицію на альбомі «Speak Now». Продюсерами треку виступили Тейлор Свіфт та Нейтан Чапман. Пісня стала частиною концертного репертуару Свіфт під час світового туру Speak Now (2011—2012). Виступ співачки відбувався на вершині мосту, де вона була одягнена в коротке червоне плаття з паєтками та черевики.
У рамках туру The Eras Tour, на концерті в Буенос-Айресі 12 листопада 2023 року, Свіфт включила «Better than Revenge» як пісню-сюрприз до акустичної частини програми.

## Музика і слова
«Better than Revenge» — це поп-панк композиція з характерним звучанням електрогітари. У своїй рецензії для Los Angeles Times Енн Паверс відзначає помітний прогрес у вокалі Свіфт у цій композиції. Тематика пісні зосереджена на темі кохання, ревнощів та бажання помститися. На відміну від попередніх композицій, які зазвичай досліджували романтичні фантазії, «Better than Revenge» зосереджується на більш реальних аспектах кохання. У приспіві співачка дає негативну характеристику своїй суперниці, звертаючи увагу на її відвертій поведінці. У своїй статті для Vulture, Маура Джонстон зазначає, що цей фрагмент є одним з небагатьох в альбомі Speak Now, де Свіфт порушує тему сексуального досвіду, що була новою для її творчості на той час.

## Рецензії критиків
У рецензії на альбом «Speak Now» у виданні American Songwriter Рік Мур зазначив, що пісня «Better than Revenge» є єдиною в альбомі, яка демонструє іншу, більш дорослу сторону Тейлор Свіфт, відмінну від образу безтурботної юної співачки, посилаючись на фрагмент тексту пісні «на матрасі». Еллісон Стюарт з The Washington Post охарактеризувала текст пісні як недостатньо зрілий. Однак вона зазначила, що пісні, такі як «Better than Revenge», «Dear John» та «Innocent», свідчать про зміну іміджу Свіфт, відходячи від більш «невинного» образу її попередніх робіт. Метью Хортон з BBC Music відзначив, що пісня є однією з найслабших у контексті всього альбому Speak Now.
Джонатан Кіф з Slant Magazine висловив критичну оцінку пісні «Better than Revenge», зазначивши, що вона має поверхневий і недалекоглядний характер, оскільки сприяє самовдоволенню: «Свіфт, надаючи своїй історії статус єдиної істинної, ніби обмежує свідомість своїх персонажів, позбавляючи їх можливості бачити ширшу картину». Джон Дж. Мозер з The Morning Call зауважив, що попри наміри Свіфт продемонструвати зрілість на альбомі «Speak Now», пісня «Better than Revenge» створила протилежний ефект, підкресливши її незрілість: «Хоча пісні Свіфт претендують на вираження зрілих емоцій, вони насправді передають скоріше підліткові уявлення про дорослі переживання…. Якщо Свіфт така зріла, то чому вона так прагне помститися?»
Лія Грінбалт з Entertainment Weekly відзначила помітну зміну стилю у новій пісні Тейлор Свіфт, охарактеризувавши її як більш пряму та менш підлітково-сентиментальну у порівнянні з попередніми роботами, а Стів Хайден з The A.V. Club відзначив, що пісня про помсту є однією з найсильніших композицій альбому Speak Now: «Свіфт демонструє вражаючу здатність залишатися привабливою, навіть із підтримкою очевидно непристойних речей». За версією журналу Rolling Stone, ця пісня увійшла до двадцятки найкращих пісень про помсту за 2015 рік: «Тейлор Свіфт побудувала свою багатомільйонну музичну імперію, частково завдяки своїм хітам про помсту, „Better than Revenge“ стала одним із найяскравіших доказів цього».

## Комерційний успіх
Після виходу альбому «Speak Now» пісня «Better than Revenge» зайняла 73 місце в Canadian Hot 100. У Сполучених Штатах пісня досягла 56-ї позиції в чарті Billboard Hot 100, і 6-ї — в чарті Country Digital Song Sales. Згідно з даними Американської асоціації компаній звукозапису (RIAA), у 2014 році пісня була сертифікована як золота, оскільки кількість її продажів та прослуховувань на стрімінгових платформах перевищила 500 000 одиниць.

## Чарти
| Чарт (2010)                                | Найвища позиція |
| ------------------------------------------ | --------------- |
| Канада (Canadian Hot 100)                  | 73              |
| США Billboard Hot 100                      | 56              |
| США Country Digital Song Sales (Billboard) | 6               |

## Сертифікації
| Регіон                                                      | Сертифікація | Продажі |
| ----------------------------------------------------------- | ------------ | ------- |
| Австралія (ARIA)                                            | Платиновий   | 70 000  |
| Велика Британія (BPI)                                       | Срібний      | 200 000 |
| США (RIAA)                                                  | Золотий      | 500 000 |
| продажі+прослуховування, що базуються лише на сертифікаціях |              |         |

## «Better than Revenge (Taylor's Version)»
Після підписання нового контракту з Republic Records, Тейлор Свіфт розпочала процес перезапису своїх перших шести альбомів з листопада 2020 року. Перезаписана версія пісні «Better than Revenge», що отримала назву «Better than Revenge (Taylor's Version)», увійшла до складу альбому «Speak Now (Taylor's Version)», третього перезаписаного альбому Тейлор Свіфт, і була випущена 7 липня 2023 року на лейблі Republic Records.
У оригінальній версії пісні Свіфт зазнала звинувачень у слатшеймінгу за використання фрази «вона більше відома тим, що робить на матраці» (англ. she's better known for the things that she does on the mattress). В оновленій версії пісні «Better than Revenge (Taylor's Version)» Тейлор Свіфт змінила слова на «він летів, наче метелик на вогонь, вона тримала сірники» (англ. he was a moth to the flame, she was holding the matches). Частина критиків висловили незгоду зі змінами в ліриці, вважаючи, що вони позбавили її гостроти та конфліктного потенціалу актуального для підлітків й характерного для оригінального твору, однак, інші навпаки, відзначили в цьому ознаки дорослішання Свіфт як мисткині та жінки.

### Персонал
Створено на основі записів з цифрового альбому «Speak Now (Taylor's Version)»
- Тейлор Свіфт — вокал, бек-вокал, авторка пісні, продюсерка
- Крістофер Роу — продюсер, інженер вокал
- Девід Пейн — інженер звукозапису
- Ловелл Рейнольдс — асистент інженера звукозапису, редактор
- Дерек Гартен — інженер, редактор, програмування
- Сербан Генеа — зведення
- Брайс Бордоне — мікс-інженер
- Ренді Меррілл — мастеринг
- Метт Біллінгслі — барабани, перкусія
- Амос Геллер — бас-гітара
- Пол Сідоті — електрогітара
- Майк Медовз — електрогітара, акустична гітара
- Макс Бернштейн — електрогітара
- Браян Прюітт — програмування барабанів

### Чарти
| Чарт (2023)                       | Найвища позиція |
| --------------------------------- | --------------- |
| Австралія (ARIA)                  | 14              |
| Канада (Canadian Hot 100)         | 29              |
| США Global 200 (Billboard)        | 25              |
| Греція (IFPI)                     | 42              |
| Ірландія (Billboard)              | 18              |
| Нова Зеландія (Recorded Music NZ) | 22              |
| Філіппіни (Billboard)             | 12              |
| Сінгапур (RIAS)                   | 12              |
| UK Streaming (OCC)                | 32              |
| США Billboard Hot 100             | 28              |
| США Hot Country Songs (Billboard) | 10              |

### Сертифікації
| Регіон                                                      | Сертифікація | Продажі |
| ----------------------------------------------------------- | ------------ | ------- |
| Бразилія (ABPD)                                             | Золотий      | 20 000  |
| продажі+прослуховування, що базуються лише на сертифікаціях |              |         |